# Алміра (Вашингтон)
Алміра (англ. Almira) — місто (англ. town) в США, в окрузі Лінкольн штату Вашингтон. Населення — 318 осіб (2020).

## Географія
Алміра розташована за координатами 47°42′38″ пн. ш. 118°56′13″ зх. д. / 47.71056° пн. ш. 118.93694° зх. д. (47.710605, -118.936929).  За даними Бюро перепису населення США в 2010 році місто мало площу 1,35 км², уся площа — суходіл.

## Демографія
Згідно з переписом 2010 року, у місті мешкали 284 особи в 119 домогосподарствах у складі 84 родин. Густота населення становила 211 особа/км².  Було 155 помешкань (115/км²).
Расовий склад населення:
| - 95,1 % — білих - 0,7 % — корінних американців - 0,7 % — азіатів |

До двох чи більше рас належало 3,5 %. Частка іспаномовних становила 1,8 % від усіх жителів.
За віковим діапазоном населення розподілялося таким чином: 20,8 % — особи молодші 18 років, 54,6 % — особи у віці 18—64 років, 24,6 % — особи у віці 65 років та старші. Медіана віку мешканця становила 48,7 року. На 100 осіб жіночої статі у місті припадало 105,8 чоловіків;  на 100 жінок у віці від 18 років та старших — 99,1 чоловіків також старших 18 років.
Середній дохід на одне домашнє господарство  становив 45 134 долари США (медіана — 44 167), а середній дохід на одну сім'ю — 52 933 долари (медіана — 49 688). За межею бідності перебувало 16,9 % осіб, у тому числі 27,9 % дітей у віці до 18 років та 10,7 % осіб у віці 65 років та старших.
Цивільне працевлаштоване населення становило 73 особи. Основні галузі зайнятості: оптова торгівля — 15,1 %, публічна адміністрація — 15,1 %, мистецтво, розваги та відпочинок — 12,3 %, транспорт — 11,0 %.